# Čikaški metro
Čikaški metro ili L voz (engl. L train) je ime metro-sistema u Čikagu. Veći deo sistema je iznad zemlje.

## Trenutne linije
- Crvena linija
- Plava linija
- Zelena linija
- Žuta linija
- Narandžasta linija
- Braon linija
- Roze linija
- Ljubičasta linija

## Istorija

### Rana istorija
Čikaški metro je otvoren 1892. Do 1900. godine su napravljene četiri linije i centralni deo zvani „lup“. Prvi vozovi su koristili ugalj, ali je posle 1895. godine izvršen prelaz na elektrovuču. Ove rane linije su bile u privatnom vlasništvu. Jedan od glavnih vlasnika je bio Jerks, koji je bio proteran iz grada posle 1900. Nakon toga, dodato je još nekoliko linija.

### Između ratova
Između ratova sistem se nije mnogo proširivao, ali je uglavnom bio cilj da se ujedine kompanije za tramvaje i za metro. Nije bilo moguće u 1920-tim godinama, a u 1930-tim je ekonomska kriza poremetila metro, tako da nije bilo proširivanja. Takođe, pojava automobila je smanjila broj putnika gradskog prevoza. U kasnijim tridestim godinama se popravilo brojno stanje putnika, i tokom Drugog svetskog rata je broj putnika došao do najvećeg broja. U to vreme je bio cilj štednja benzina i gume, tako da je to bio jak razlog za korišćenje gradskog prevoza. 1943. godine je prvi podzemni deo metroa otvoren javnosti.

### Posle Drugog svetskog rata
Tokom rata je upotreba bila veoma velika. U isto vreme nije se ulagalo u sistem. Veoma veliki rast predgrađa, u broju automobila, kao i auto-puteva, je uslovilo da prevoz naglo opadne. Nekoliko grana metroa su bile uništene.
Sistem se polako proširivao, ali mnogo sporije nego u velikim evropskim gradovima. Još jednan tunel je bio otvoren za promet 1954. godine. Takođe, nekoliko delova metroa je napravljeno između traka auto-puta. 1993. godine je otvorena narandžasta linija, koja je najnovija.